# Yves Kunkel
Yves Kunkel (* 13. Mai 1994 in Völklingen) ist ein deutscher Handballspieler, der sowohl auf Linksaußen als auch im Rückraum spielen kann.

## Karriere

### Verein
Yves Kunkel spielte bis 2013 bei der HSG Völklingen in der A-Jugend-Bundesliga. In der Saison 2012/13 hatte er außerdem ein Zweitspielrecht für den Zweitligisten HG Saarlouis. Zur Saison 2013/14 wechselte er zum Bundesligisten GWD Minden. Nach dem Abstieg von Minden wechselte er zur Saison 2015/16 zum HBW Balingen-Weilstetten, bei dem er in der Saison 2016/17 mit 5,5 Toren pro Spiel und insgesamt 171 Treffern Siebter der Bundesliga-Torschützenliste wurde. Ab dem Sommer 2017 stand er beim SC DHfK Leipzig unter Vertrag. Für die Leipziger absolvierte er 35 Spiele, in denen er 116 Tore erzielte. Ab der Saison 2018/19 lief er für die MT Melsungen auf. Ab der Saison 2022/23 lief er für den Drittligisten TV Homburg (Handball)|TV Homburg 1878 auf. Im Sommer 2024 kehrte er zur HG Saarlouis zurück.

### Nationalmannschaft
Kunkel gehörte zum Kader der deutschen Juniorennationalmannschaft, für die er (inkl. U20-EM 2014) in 10 Länderspielen 54 Tore erzielte. Zuvor gehörte er der Jugendnationalmannschaft an, für die er 159 Treffer in 38 Länderspielen erzielen konnte. Mit der Nationalmannschaft gewann er die U-18-Europameisterschaft 2012 sowie die U-20-Europameisterschaft 2014 und holte bei der U-19-Weltmeisterschaft 2013 die Bronzemedaille. Bei der U20-Europameisterschaft 2014 war er mit 49 Toren zweitbester Torschütze hinter dem Österreicher Nikola Bilyk.
Am 14. Juni 2015 gab Kunkel in Kiel sein Länderspieldebüt für die Männer-Nationalmannschaft beim 31:29-Sieg gegen Österreich im Rahmen der Europameisterschafts-Qualifikation.